# Холл, Кэтрин
Кэтрин Холл (англ. Catherine Hall; род. 1946, Кеттеринг) — британский социальный историк, эмерит-профессор Университетского колледжа Лондона, почетный вице-президент Общества социальной истории. Удостоена Leverhulme Medal (British Academy). Ее указывают одним из ключевых мыслителей «новой имперской истории».

## Биография и творчество
Родилась в семье баптистского священника. Он познакомился с ее матерью в Оксфордском университете, где та изучала историю. Они переехали в Лидс, когда Кэтрин было три годика; ее родители также являлись радикальными лейбористами. В 1963 году К. Холл поступила в Университет Сассекса. Затем перешла в Бирмингемский университет. Активистка 1968 года, затем участница женского движения — в связи с началом собственной семейной жизни, что также повлияло на то, что хотя ее привлекла медиевистика, она переменит свои научные интересы, результатом чего станет ее первая крупная работа Family Fortunes (1987). Работала в Университете Восточного Лондона. Вслед за гендерной тематикой, следуя запросам того времени, она займется и колониальными штудиями. Описывала свою работу как «переосмысление отношений между Британией и империей в начале/середине девятнадцатого века; размышление о способах, которыми идеи и практики метрополии были сформированы колониальным опытом». Часть ее работы была сосредоточена на длительных отношениях между Англией и Ямайкой — речь про ее кн. Civilising Subjects.
Последнее время работала над трудом о рабовладельце и историке Эдварде Лонге. Книга Lucky Valley: Edward Long and the history of racial capitalism вышла в Cambridge University Press в 2024.
Лауреат Morris D. Forkosch Prize (2002). Соредактор журнала Gender and History.
Вдова ямайца Стюарта Холла, дети. В 1965 впервые побывала на Ямайке.